# スコーパ
スコーパ（伊: Scopa）は、イタリア共和国ピエモンテ州ヴェルチェッリ県にある、人口約400人の基礎自治体（コムーネ）。

## 地理

### 位置・広がり
| 隣接するコムーネは以下の通り。 - バルムッチア - ボッチョレート - グアルダボゾーネ - ポストゥア - スコペッロ - ヴォッカ |